# Dulichiopsis cyclops
Dulichiopsis cyclops is een vlokreeftensoort uit de familie van de Dulichiidae. De wetenschappelijke naam van de soort is voor het eerst geldig gepubliceerd in 1946 door Gurjanova.